# Hildesheim Invaders
Gli Hildesheim Invaders sono una squadra di football americano di Hildesheim, in Germania, fondata nel 2007.

## Dettaglio stagioni

### Tornei nazionali

#### Campionato

##### Bundesliga/GFL
| Stagione | regular season | regular season | regular season | regular season | regular season | regular season | playoff | playoff | playoff | playoff | playoff | playoff          | playoff            |
|          | Vin            | Par            | Per            | Tot            | PF             | PS             | Vin     | Per     | Tot     | PF      | PS      | risultato        | avversaria         |
| -------- | -------------- | -------------- | -------------- | -------------- | -------------- | -------------- | ------- | ------- | ------- | ------- | ------- | ---------------- | ------------------ |
| 1990     | 3              | 0              | 7              | 10             | 122            | 307            | -       | -       | -       | -       | -       | -                | -                  |
| 1991     | 0              | 0              | 14             | 14             | 54             | 944            | -       | -       | -       | -       | -       | Retrocessi       | -                  |
| 2016     | 5              | 0              | 9              | 14             | 445            | 569            | -       | -       | -       | -       | -       | -                | -                  |
| 2017     | 3              | 0              | 11             | 14             | 253            | 475            | -       | -       | -       | -       | -       | -                | -                  |
| 2018     | 4              | 0              | 10             | 14             | 145            | 446            | -       | -       | -       | -       | -       | -                | -                  |
| 2019     | 10             | 0              | 4              | 14             | 413            | 305            | 0       | 1       | 1       | 7       | 28      | Quarti di finale | Frankfurt Universe |
| Totale   | 25             | 0              | 55             | 80             | 1432           | 3046           | 0       | 1       | 1       | 7       | 28      |                  |                    |

Fonti: Enciclopedia del Football - A cura di Roberto Mezzetti

##### 2. Bundesliga/GFL2
| Stagione | regular season | regular season | regular season | regular season | regular season | regular season | playoff | playoff | playoff | playoff | playoff | playoff     | playoff                 |
|          | Vin            | Par            | Per            | Tot            | PF             | PS             | Vin     | Per     | Tot     | PF      | PS      | risultato   | avversaria              |
| -------- | -------------- | -------------- | -------------- | -------------- | -------------- | -------------- | ------- | ------- | ------- | ------- | ------- | ----------- | ----------------------- |
| 1986     | 10             | 0              | 2              | 12             | 410            | 79             | 2       | 1       | 3       | 29      | 31      | Silver Bowl | München Rangers         |
| 1987     | 4              | 1              | 5              | 10             | 149            | 226            | -       | -       | -       | -       | -       | -           | -                       |
| 1988     | 6              | 0              | 3              | 9              | 229            | 112            | -       | -       | -       | -       | -       | -           | -                       |
| 1989     | 8              | 0              | 2              | 10             | 203            | 135            | 2       | 0       | 2       | 91      | 14      | Promossi    | Recklinghausen Chargers |
| 1992     | 3              | 0              | 7              | 10             | 159            | 302            | -       | -       | -       | -       | -       | -           | -                       |
| 1993     | 1              | 0              | 7              | 8              | 161            | 309            | -       | -       | -       | -       | -       | -           | -                       |
| 1994     | 6              | 0              | 6              | 12             | 175            | 196            | -       | -       | -       | -       | -       | -           | -                       |
| 1996     | 5              | 0              | 7              | 12             | 312            | 361            | -       | -       | -       | -       | -       | -           | -                       |
| 1997     | 7              | 0              | 5              | 12             | 283            | 228            | -       | -       | -       | -       | -       | -           | -                       |
| 1998     | 10             | 0              | 4              | 14             | 322            | 95             | -       | -       | -       | -       | -       | -           | -                       |
| 1999     | 4              | 0              | 6              | 10             | 226            | 251            | -       | -       | -       | -       | -       | -           | -                       |
| 2000     | 2              | 0              | 10             | 12             | 179            | 370            | -       | -       | -       | -       | -       | Retrocessi  | -                       |
| 2009     | 2              | 0              | 12             | 14             | 176            | 406            | -       | -       | -       | -       | -       | Retrocessi  | -                       |
| 2012     | 2              | 1              | 11             | 14             | 222            | 347            | -       | -       | -       | -       | -       | Retrocessi  | -                       |
| 2014     | 6              | 1              | 7              | 14             | 451            | 469            | -       | -       | -       | -       | -       | -           | -                       |
| 2015     | 10             | 1              | 3              | 14             | 573            | 401            | -       | -       | -       | -       | -       | Promossi    | -                       |
| Totale   | 86             | 4              | 97             | 187            | 4230           | 4287           | 4       | 1       | 5       | 120     | 45      |             |                         |

Fonti: Enciclopedia del Football - A cura di Roberto Mezzetti

##### Regionalliga
| Stagione | regular season | regular season | regular season | regular season | regular season | regular season | playoff | playoff | playoff | playoff | playoff | playoff | playoff    | playoff            |
|          | Vin            | Par            | Per            | Tot            | PF             | PS             | Vin     | Par     | Per     | Tot     | PF      | PS      | risultato  | avversaria         |
| -------- | -------------- | -------------- | -------------- | -------------- | -------------- | -------------- | ------- | ------- | ------- | ------- | ------- | ------- | ---------- | ------------------ |
| 1995     | 8              | 0              | 0              | 8              | 322            | 51             | -       | -       | -       | -       | -       | -       | Promossi   | -                  |
| 2002     | 3              | 0              | 7              | 10             | 112            | 231            | -       | -       | -       | -       | -       | -       | Retrocessi | -                  |
| 2004     | 6              | 1              | 3              | 10             | 239            | 195            | -       | -       | -       | -       | -       | -       | -          | -                  |
| 2005     | 2              | 0              | 8              | 10             | 116            | 298            | -       | -       | -       | -       | -       | -       | Retrocessi | -                  |
| 2007     | 7              | 0              | 3              | 10             | 139            | 86             | -       | -       | -       | -       | -       | -       | -          | -                  |
| 2008     | 12             | 0              | 0              | 12             | 333            | 168            | 2       | 0       | 0       | 2       | 20      | 10      | Promossi   | Paderborn Dolphins |
| 2010     | 4              | 0              | 2              | 6              | 100            | 96             | -       | -       | -       | -       | -       | -       | -          | -                  |
| 2011     | 7              | 0              | 3              | 10             | 252            | 177            | -       | -       | -       | -       | -       | -       | Promossi   | -                  |
| 2013     | 11             | 1              | 0              | 12             | 473            | 93             | -       | -       | -       | -       | -       | -       | Promossi   | -                  |
| Totale   | 60             | 2              | 26             | 88             | 2086           | 1395           | 2       | 0       | 0       | 2       | 20      | 10      |            |                    |

Fonti: Enciclopedia del Football - A cura di Roberto Mezzetti

##### Oberliga
| Stagione | regular season | regular season | regular season | regular season | regular season | regular season | playoff | playoff | playoff | playoff | playoff | playoff    | playoff                   |
|          | Vin            | Par            | Per            | Tot            | PF             | PS             | Vin     | Per     | Tot     | PF      | PS      | risultato  | avversaria                |
| -------- | -------------- | -------------- | -------------- | -------------- | -------------- | -------------- | ------- | ------- | ------- | ------- | ------- | ---------- | ------------------------- |
| 2001     | 7              | 0              | 1              | 8              | 250            | 80             | 1       | 1       | 2       | 36      | 39      | Finale     | Hamburg Pioneers          |
| 2006     | 7              | 1              | 0              | 8              | 308            | 94             | -       | -       | -       | -       | -       | Promossi   | -                         |
| 2019     | 7              | 0              | 3              | 10             | 277            | 98             | 0       | 1       | 1       | 15      | 17      | Semifinale | Kiel Baltic Hurricanes II |
| Totale   | 21             | 1              | 4              | 26             | 835            | 272            | 1       | 2       | 3       | 51      | 56      |            |                           |

Fonti: Enciclopedia del Football - A cura di Roberto Mezzetti

##### Verbandsliga Nord
| Stagione | regular season | regular season | regular season | regular season | regular season | regular season | playoff | playoff | playoff | playoff | playoff | playoff           | playoff             |
|          | Vin            | Par            | Per            | Tot            | PF             | PS             | Vin     | Per     | Tot     | PF      | PS      | risultato         | avversaria          |
| -------- | -------------- | -------------- | -------------- | -------------- | -------------- | -------------- | ------- | ------- | ------- | ------- | ------- | ----------------- | ------------------- |
| 2003     | 6              | 0              | 0              | 6              | 165            | 15             | 2       | 0       | 2       | 41      | 7       | Campioni/Promossi | Jade Bay Buccaneers |
| 2018     | 8              | 0              | 0              | 8              | 305            | 45             | 2       | 0       | 2       | 48      | 0       | Campioni/Promossi | Oldenburg Outlaws   |
| Totale   | 14             | 0              | 0              | 14             | 470            | 60             | 4       | 0       | 4       | 89      | 7       |                   |                     |

Fonti: Enciclopedia del Football - A cura di Roberto Mezzetti

##### Landesliga Niedersachsen
| Stagione | regular season | regular season | regular season | regular season | regular season | regular season | playoff | playoff | playoff | playoff | playoff | playoff   | playoff          |
|          | Vin            | Par            | Per            | Tot            | PF             | PS             | Vin     | Per     | Tot     | PF      | PS      | risultato | avversaria       |
| -------- | -------------- | -------------- | -------------- | -------------- | -------------- | -------------- | ------- | ------- | ------- | ------- | ------- | --------- | ---------------- |
| 2017     | 10             | 0              | 0              | 10             | 353            | 46             | 1       | 0       | 1       | 42      | 0       | Promossi  | Nordhorn Vikings |
| Totale   | 10             | 0              | 0              | 10             | 353            | 46             | 1       | 0       | 1       | 42      | 0       |           |                  |

Fonti: Enciclopedia del Football - A cura di Roberto Mezzetti